# Chiasmia simplicilinea
Chiasmia simplicilinea là một loài bướm đêm trong họ Geometridae.